# Porteirinha
Porteirinha é um município brasileiro no interior do estado de Minas Gerais, Região Sudeste do país. Localiza-se no norte mineiro e sua população recenseada em 2022 era de 37 438 habitantes.

## História

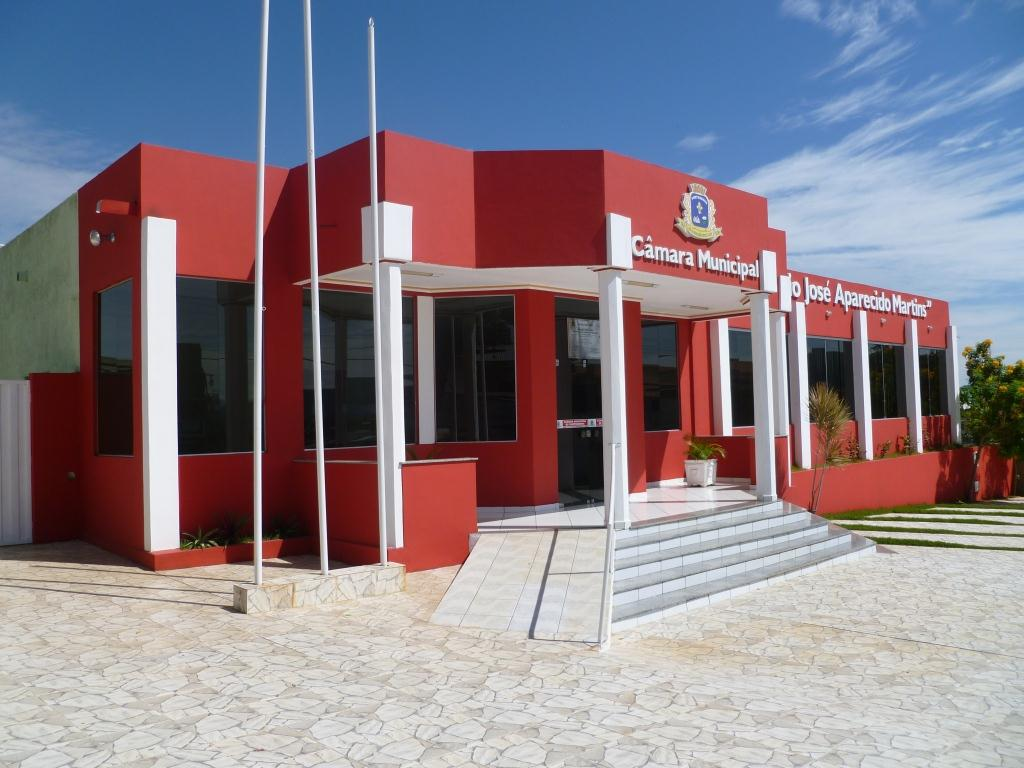
Sede da Câmara Municipal de Porteirinha.

O atual município de Porteirinha foi criado inicialmente como distrito pertencente a Grão Mogol pela lei provincial nº 3.272, de 30 de outubro de 1884, com o nome de Nossa Senhora da Conceição de Jatobá. Pela lei estadual nº 805, de 22 de setembro de 1921, recebeu a denominação de São Joaquim da Porteirinha, passando a se chamar Porteirinha pela lei estadual nº 843, de 7 de setembro de 1923. Foi emancipado pelo decreto-lei estadual nº 148, de 17 de dezembro de 1938.
Quando emancipado, o município constituía-se dos distritos de Gorutuba e Riacho dos Machados (este emancipado em 1962), além da sede municipal. Após uma série de alterações na divisão distrital de Porteirinha, com a criação e o desmembramento de várias localidades, restavam em 2010 os distritos de Gorutuba, Mocambinho, Mulungu de Minas, Paciência, Serra Branca de Minas, Tanque de Porteirinha e Tocandira, além da sede.

## Geografia
De acordo com a divisão regional vigente desde 2017, instituída pelo IBGE, o município pertence às Regiões Geográficas Intermediária de Montes Claros e Imediata de Janaúba. Até então, com a vigência das divisões em microrregiões e mesorregiões, fazia parte da microrregião de Janaúba, que por sua vez estava incluída na mesorregião do Norte de Minas.

## Turismo

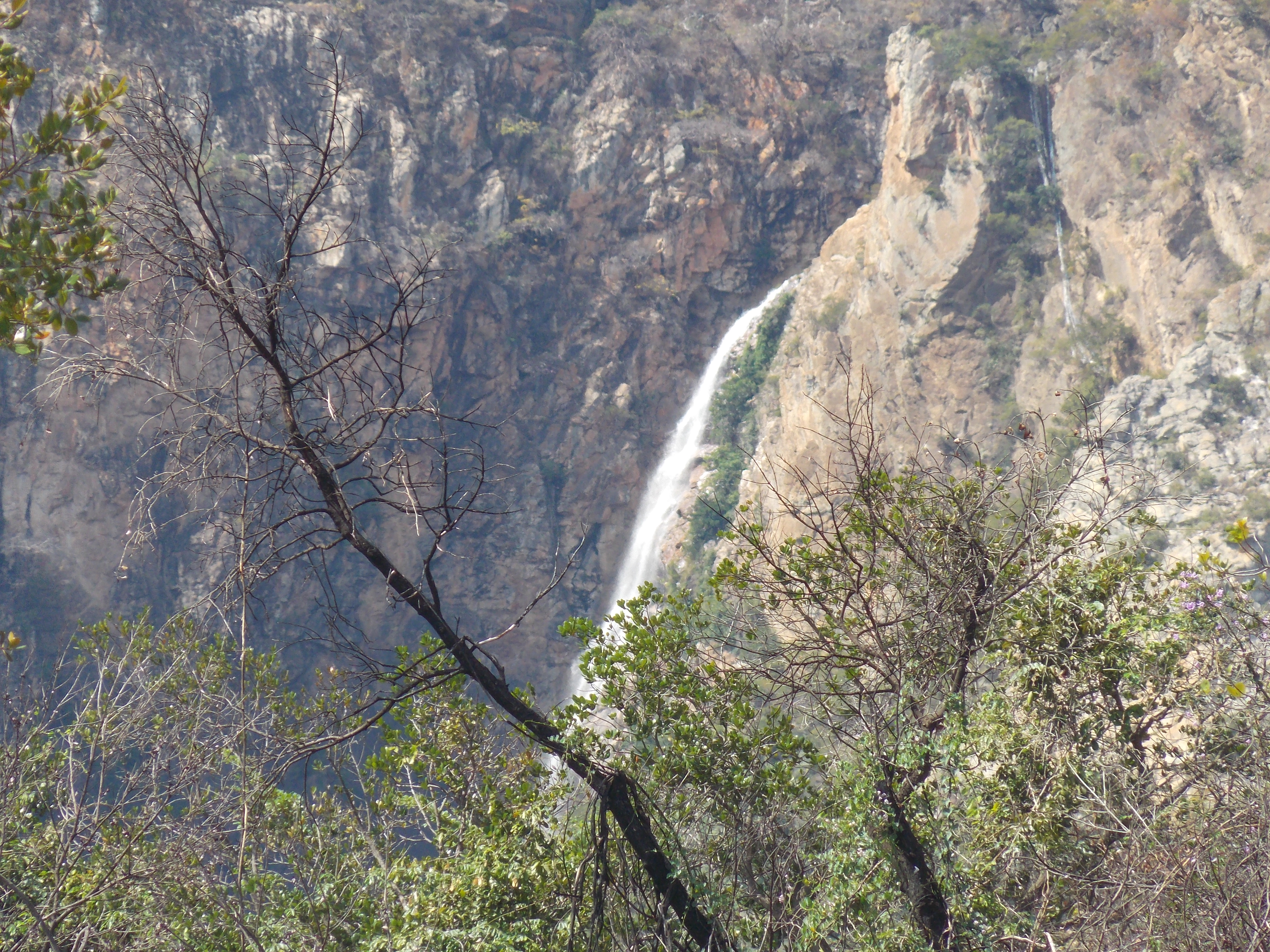
Cachoeira do Serrado.

O município que tem como principal ponto turístico a Cachoeira do Serrado (frequentemente o nome é confundido como erro de português, porém o Serrado é o nome próprio e não uma alusão ao cerrado).
Porteirinha é rodeada de grandes morros, que tornam-se uma atração turística do município. No ponto culminante de Porteirinha encontra-se o Cristo Redentor de Porteirinha, motivo de orgulho para os porteirinhenses.